# 1164
| [ Edytuj tabelę ]                | |
| Książę Małopolski                | - 1146 Bolesław IV Kędzierzawy 1173                                                                          |
| Książę Wielkopolski              | - 1138 Mieszko III Stary 1177                                                                                |
| Król Angkoru                     | - 1160 Jaszowarman II 1165                                                                                   |
| Król Anglii                      | - 1154 Henryk II 1189                                                                                        |
| Król Aragonii                    | - 1137 Petronela Aragońska 1164                                                                              |
| Król Aragonii i hrabia Barcelony | - 1164 Alfons II Aragoński 1196                                                                              |
| Hrabia Barcelony                 | - 1162 Alfons II Aragoński 1164                                                                              |
| Książę Bawarii                   | - 1156 Henryk XII Lew 1180                                                                                   |
| Margrabia Brandenburgii          | - 1144 Albrecht Niedźwiedź 1170                                                                              |
| Książę Burgundii                 | - 1162 Hugo III 1192                                                                                         |
| Cesarz Bizancjum                 | - 1143 Manuel I Komnen 1180                                                                                  |
| Cesarz Chin                      | - 1162 Song Xiaozong 1189                                                                                    |
| Książę Czech                     | - 1140 Władysław II 1172                                                                                     |
| Król Danii                       | - 1157 Waldemar I Wielki 1182                                                                                |
| Władca Egiptu                    | - 1160 Al-Adid 1171                                                                                          |
| Król Francji                     | - 1137 Ludwik VII Młody 1180                                                                                 |
| Król Gruzji                      | - 1156 Jerzy III 1184                                                                                        |
| Hrabia Holandii                  | - 1157 Floris III 1190                                                                                       |
| Cesarz Japonii                   | - 1158 Nijō 1165                                                                                             |
| Kalif                            | - 1160 Al-Mustandżid 1170                                                                                    |
| Król Kastylii                    | - 1158 Alfons VIII Szlachetny 1214                                                                           |
| Wielki książę Kijowa             | - 1159 Rościsław I Michał 1167                                                                               |
| Patriarcha Konstantynopola       | - 1156 Łukasz Chryzoberges 1169                                                                              |
| Władca Korei                     | - 1146 Ŭijong 1170                                                                                           |
| Król Leónu                       | - 1157 Ferdynand II 1188                                                                                     |
| Kalif Maroka                     | - 1163 Abu Jusuf I 1184                                                                                      |
| Król Nawarry                     | - 1150 Sancho VI 1194                                                                                        |
| Król Norwegii                    | - 1161 Magnus V 1184                                                                                         |
| Hrabia Palatynatu                | - 1155 Konrad Hohenstauf 1195                                                                                |
| Papież                           | - 1159 Aleksander III 1181 - 1159 antypapież Wiktor IV (Ottaviano) 1164 - 1164 antypapież Paschalis III 1168 |
| Król Portugalii                  | - 1139 Alfons I 1185                                                                                         |
| Sułtan Rumu                      | - 1156 Kilidż Arslan II 1192                                                                                 |
| Książę Rusi halickiej            | - 1153 Jarosław Ośmiomysł 1187                                                                               |
| Cesarz Rzymski (niemiecki)       | - 1155 Fryderyk I Barbarossa 1190                                                                            |
| Książę Saksonii                  | - 1142 Henryk Lew 1180                                                                                       |
| Król Szkocji                     | - 1153 Malcolm IV 1165                                                                                       |
| Król Szwecji                     | - 1155 Karol Sverkersson 1167                                                                                |
| Doża Wenecji                     | - 1156 Vitale II Michiel 1172                                                                                |
| Król Węgier                      | - 1163 Stefan III 1172                                                                                       |

Rok 1164 / MCLXIV
stulecia: XI wiek ~
XII wiek ~
XIII wiek

lata: 1154 «
1159 «
1160 «
1161 «
1162 «
1163 «
1164
» 1165
» 1166
» 1167
» 1168
» 1169
» 1174

## Wydarzenia na świecie
- 17 lutego – ponad 20 tys. osób zginęło na wybrzeżu holenderskim i niemieckim, wskutek powodzi wywołanej przez sztorm na Morzu Północnym.
- 22 kwietnia – dokonano wyboru antypapieża Paschalisa III.

- Henryk II Plantagenet uchwalił konstytucje z Clarendon, ograniczając przywileje Kościoła w Anglii.

## Urodzili się
- 28 grudnia – Rokujō, cesarz Japonii (zm. 1176)

## Zmarli
- 20 kwietnia – Wiktor IV, antypapież (ur. ?)
- 6 lipca – Adolf II Holsztyński, hrabia Holsztyna (ur. 1128)
- 14 września – Sutoku, cesarz Japonii (ur. 1119)
- data dzienna nieznana:
  - Bernard, biskup poznański (ur. ?)
  - Światosław Olegowicz, książę nowogrodzki i siewierski (ur. ?)
  - Warcisław, książę obodrzyców, syn Niklota (ur. ok. 1120)